# Knut Haugland
Knut Haugland, född 23 september 1917 i Rjukan, död 25 december 2009 i Oslo, var en norsk upptäcktsresande och under andra världskriget medlem i den norska motståndsrörelsen. 
Under andra världskriget deltog Haugland i Vemork-operationen mot den tyska tungvattenproduktionen i Rjukan. Han ingick i Kompani Linge. Under sin krigsutbildning i Skottland träffade han Thor Heyerdahl, som berättade om sina teorier om polynesisk folkvandring och planerna om att bygga en balsaflotte för att korsa Stilla havet. När Kon-Tiki-expeditionen kom igång 1947 följde han med som radiooperatör. Han var chef för Kon-Tiki Museet i Oslo mellan 1949 och 1960, och Norges Hjemmefrontmuseum 1963–1983. 
För sina bidrag under kriget dekorerades han med ett flertal ordnar, bland annat Distinguished Service Order och Military Cross. Haugland avled på juldagen 2009. 